# Västerport, Varberg

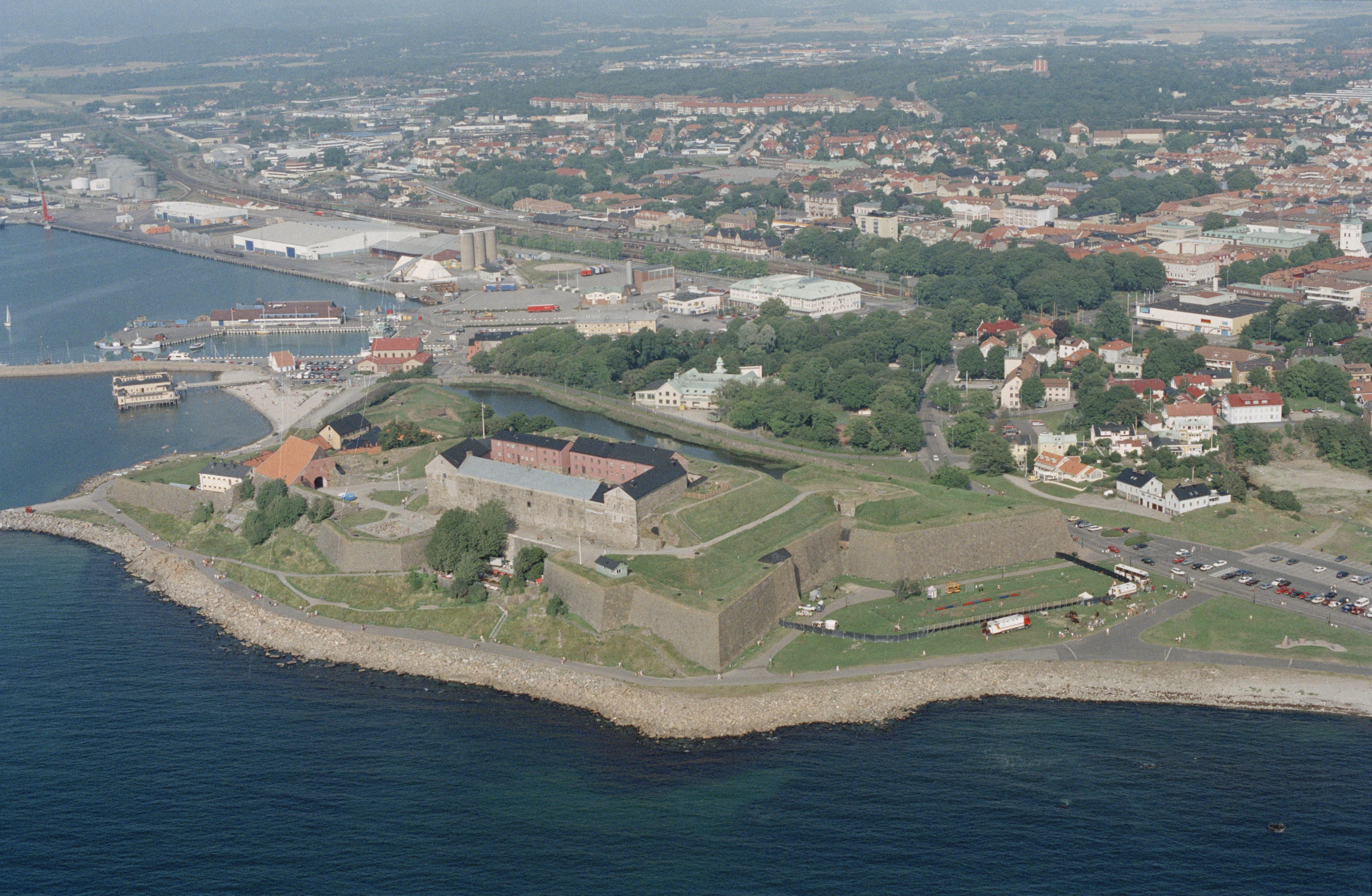
I Varbergs hamnområde till vänster kommer den nya stadsdelen att växa fram. Foto från år 1997.

Denna artikel handlar om stadsdelen Västerport i Varberg. För stadsporten i Kalmar, se Västerport, Kalmar
Västerport är en ny stadsdel i Varberg som är under uppbyggnad. Cirka 2500 lägenheter planeras att byggas samt ett nytt hotell och nya mötesplatser. Området är försenat efter överklagan av detaljplanen. Det kommer att bebyggas i olika etapper, och start för etapp 1 beräknas ske under hösten 2025. Den preliminära byggstarten för bostäderna i etapp 1 beräknas ske år 2027.
Området kommer att ligga i anslutning till ortens nya järnvägsstation som invigs 2025 och det ligger även just i anslutning till vattnet och Campus Varberg.

## Stadsbild
Strandpromenaden kommer att förlängas och passera genom Västerport. Det kommer att finnas hotell, park, och ett torg. När de befintliga järnvägsspåren försvinner och ersätts med Varbergstunneln kommer Västerport att kunna länkas ihop med den befintliga bebyggelsen genom att gatorna Baggens gränd, Engelbrektsgatan och Magasinsgatan förlängs ner mot vattnet.

## Historik
2014 hölls en medborgardialog där man kunde lämna in namnförslag för vad det nya området skulle heta. 279 olika förslag kom in, och av dessa valdes 3 stycken ut, och resulterade i att namnet Västerport röstades fram.
För att möjliggöra utbyggnaden av området så lades färjelinjen Varberg–Grenå ned 2020 och flyttades till färjelinjen Halmstad–Grenå.
I oktober 2021 påbörjades rivningen av den gamla färjeterminalen.
Den ursprungliga byggstarten för etapp 1 förväntades ske under 2021 med preliminär inflyttning under år 2023/2024 men detaljplanen överklagades. 

### Överklagan av detaljplanen för Västerport etapp 1
Under 2022 inkom en överklagan för detaljplanen för Västerport etapp 1. Mark- och miljödomstolen upphävde senare detaljplanen för etapp 1 och upphandlingen av en entreprenör för kaj- och markarbetet för etapp 1 avbröts.
2024 meddelade Mark- och miljööverdomstolen att de upphävde mark- och miljödomstolens dom, vilket innebar att detaljplanen för etappen vann laga kraft och under hösten kunde arbetet med att upphandla en entreprenör för arbetena i etapp 1 återupptas. 